# Peronomerus
Peronomerus es un  género de coleópteros adéfagos perteneciente a la familia Carabidae.

## Especies
Comprende las siguientes especies:
- Peronomerus auripilis Bates, 1883
- Peronomerus fumatus Schaum, 1854
- Peronomerus hornabrooki Darlington, 1971
- Peronomerus nigrinus Bates, 1873
- Peronomerus sagitticollis Louwerens, 1954
- Peronomerus xanthopus Andrewes, 1936